# Académie d'équitation
L'académie d'équitation ou « académie équestre  » est un lieu apparu à la Renaissance, où les jeunes gens apprennent l'équitation, les exercices du corpsdes armes et de l'esprit, tels l'escrime et la danse, arts dits académiques, et les mathématiques. L'académie équestre apparaît en Italie et se développe en France sous Louis XIV. Son déclin s'amorce à la fin du XVIIIe siècle du fait de l'épuisement des finances de l’État et des provinces ; un décret de l'Assemblée constituante de 1789 la fait disparaître. 

## Académies d'équitation italiennes
L'Histoire des académies en Italie de Michele Maylander (1926-1930), qui constitue le catalogue le plus large et le plus documenté sur ce sujet, répertorie 2050 académies d'équitation italiennes entre le XVe  et le XIXe siècle dont 177 académies napolitaines.

### Académies de chevalerie
Les premières académies italiennes concernant le monde équestre sont consacrées aux exercices de chevalerie. Les académies d'équitation se développent sur leurs fondements. 
On distingue quatre sortes
- les académies à l'intérieur des seminaria nobilium les collèges réservés aux aristocrates, dirigées principalement par la Compagnie de Jésus;
- les académies de chevalerie, réservées exclusivement aux nobles, consacrées tout à la fois aux humanités et aux armes;
- des académies qui excluent les humanités et destinées aux exercices de chevalerie, ou plutôt à l'art de la chevalerie par excellence, c'est-à-dire l'équitation;
- les académies qui mettent l'étude des mathématiques appliquées à l'art de la guerre au même niveau que l'équitation qui demeure toutefois la discipline fondamentale[4].

L'Histoire des académies en Italie de Michele Maylander décompte 19 académies de chevalerie en Italie au  XVIe siècle, 13 au  XVIIe siècle et seulement 2 au XVIIIe siècle.
La première académie de chevalerie est fondée en 1518 à Trévise où les membres de cette académie décident d'adjoindre les exercices de la chevalerie à ceux du chant, théâtre, escrime, danse et équitation. Les informations concernant cette académie étant très fragmentaires, la primauté est généralement attribuée à l'académie vénitienne de Costenti à Vicence sur laquelle d'importantes données fiables sont disponibles. Cette académie des armes et des lettres est active de 1556 à 1568. Fondée par quarante membres de la noblesse, elle est dirigée par un prince assisté de deux conseillers, deux censeurs , un contradicteur et quelques notables. On y pratique des « exercices vertueux », principalement dans le domaine des armes et des lettres. Cette académie se distingue tout spécialement en organisant dans la ville des joutes et des tournois .
Dix ans plus tard, en 1565, le gouverneur de Vérone, Astorre Baglioni, y souhaite la création d'une académie militaire afin que les jeunes nobles de la ville disposent d'un endroit où pratiquer le maniement des armes et l'équitation, en les gardant de l'oisiveté et en les rendant disponibles pour servir la ville. Cette académie est constituée de soixante nobles qui en établissent les statuts et la gouvernance attribuée à quatre notables de la ville. Ils fournissent eux-mêmes les armes et les chevaux. Sa longévité n'est pas connue, mais elle doit être déjà fermée en 1570. Ils essayent d'obtenir sans succès une reconnaissance du gouvernement de Venise, comme cela arrive plus tard à l'académie de Rovigo, fondée en 1594 qui dure moins d'un an à cause de différends entre les chevaliers et leur protecteur, le capitaine Benedetto Tagliapietra.
Malgré les difficultés à obtenir l'appui des pouvoirs publics rencontrées par les chevaliers de Vérone et de Rovigo, les recteurs Vénitiens du continent (en opposition à ceux de la lagune) ont un rôle relativement actif dans la création des académies de chevalerie du milieu du XVIe  au début du XVIIe siècle. Ces académies jouent un important rôle politique et social, à la fois en assurant l'entrainement de l'armée et en contribuant au processus de transformation de la vieille noblesse féodale en une aristocratie moderne de cour. Elles fournissent un endroit où pratiquer l'exercice des armes, élément central de l'idéologie de la noblesse fondée sur les concepts de l'honneur et du statut social. C'est aussi une évolution de l'art de la guerre qui voit la fonction militaire progressivement soustraite à la noblesse. L'importance stratégique croissante des armes à feu et de l'infanterie lui causent une véritable frustration. Les académies, mais aussi les tournois et les carrousels, permettent aux nobles de ne pas perdre leur identité guerrière. L'entrainement aux armes à feu et aux pratiques équestre permet à la noblesse de se reconnaître comme telle et le prouver au monde. 

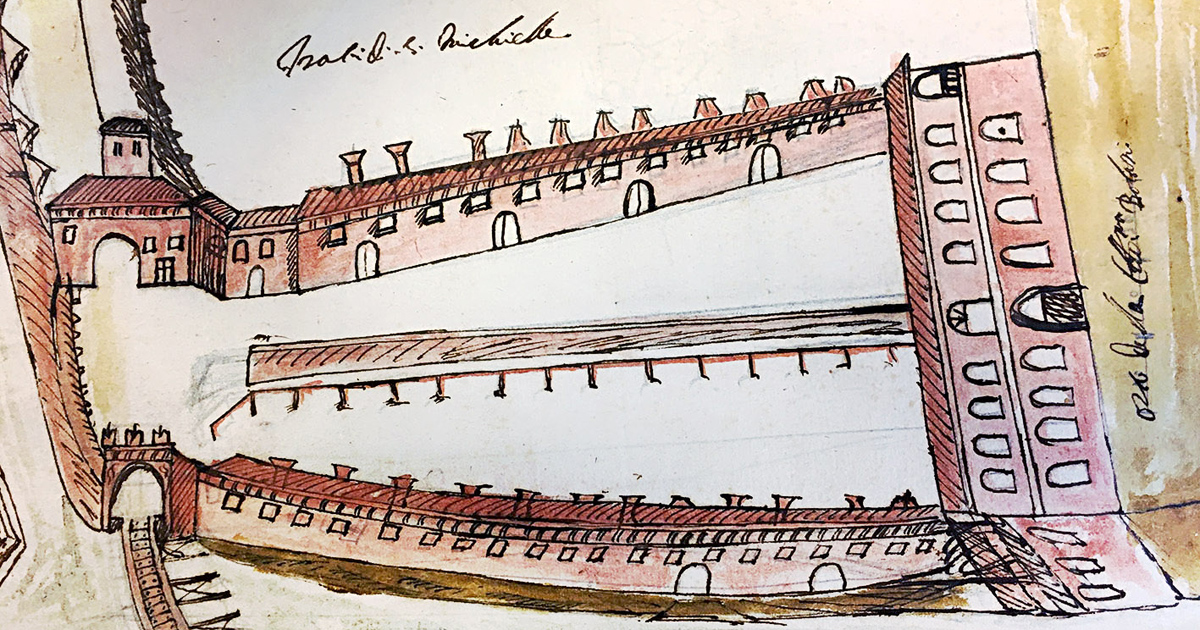
Dessin de l'Académie Delia dans le manuscrit vol. 629 des Archives historiques de l'Université de Padoue.

Sur ce point de vue, le cas de l'académie de Padoue revêt une importance particulière. Quatre académies de chevaleries s'y succédent sur une période d'environ quarante ans, celle de Gimnosofisti, fondée en 1564 par Sperone Speroni, celle d'Oplosofisti qui ouvre en 1581 et qui compte parmi ses fondateurs Giovanni VII Lazara (1560-1639), considéré comme le plus habile des champions dans les tournois de l'époque, celle d'Ascritti, fondée en 1600, et enfin l'académie Delia fondée en 1602 et qui perdure jusqu'en 1801. Dans cette cité de la république de Venise, les exercices de chevalerie jouissent d'un prestige particulier et les écoles d'équitation ne sont pas seulement fréquentées par la noblesse locale, mais aussi par de nombreux gentilshommes étrangers qui étudient à l'université de Padoue, une des plus anciennes et des plus prestigieuses d'Europe. Ce prestige international est mis en évidence par le fait que lorsqu'il vient à Padoue durant son voyage en Italie en novembre 1580, Michel de Montaigne passe une journée complète à visiter les écoles d'escrime, discipline que les chevaliers locaux pratiquaient à haut niveau, de danse et d'équitation. 
Dans le sud de l'Italie, Garcia Alvarez de Tolède, vice-roi de Sicile et fils du vice-roi de Naples Pierre Alvarez de Tolède, donne une impulsion décisive à la création en 1556 d'une académie à Palerme, la Congregatione della felice Città di Palermo, constituée d'une centaine de chevaliers qui peuvent être utilisés à des fins militaires en cas de guerre ou employés en temps de paix dans des joutes et des tournois lors de célébrations publiques. Comme les membres de l'académie Delia de Padoue, ceux de l'académie de Palerme  étudient les mathématiques, la géographie et la science nautique. Lors des réunions, les discussions peuvent porter sur des sujets politiques ou sur les devoirs du noble. Cette académie perdure jusqu'à la fin du XVIe siècle. Ses statuts réglementent avec minutie les travaux, les réunions, les cérémonies et les dévotions, fixent les exigences envers les candidats ainsi que la façon de se comporter en présence du vice-roi. Les académiciens s’entraînent deux heures par jour dans le manège, répartis sur deux classes. Celle des plus expérimentés est ouverte au public ce qui n'est pas le cas pour la classe des cavaliers novices . 
Ferrare a aussi son académie des lettres, des armes et de la musique, active entre 1570 et 1580. Ses caractéristiques sont similaires à celles des autres académies de nobles comme l'académie de Scelti à Parme, de Filotomi à Vérone et de Delia à Padoue, mais avec un intérêt particulier pour la musique.

### Fondements
Les premières académies d'équitation apparuraissent au début du XVIe siècle dans la mouvance de la Renaissance italienne lorsque les humanistes italiens créent des assemblées spécialisées dans les domaines de l'art, de la science, de la théologie et de la philosophie. Ainsi, des académies spécialisées dans l'étude de l'art équestre apparaissent à Naples, Ferrare et Rome. Federico Grisone,Gianbatista Pignatelli, Cesare Fiaschi, Ferrero et Claufio Corte en sont les animateurs les plus célèbres. L'équitation classique gagne l'Italie lorsque, après les guerres contre la France, le roi d'Espagne occupe le trône du royaume des Deux-Siciles. Les nobles italiens découvrent alors l'adresse à cheval de ses courtisans et décident de les imiter. En 1532, Frederico Grisone et Cesare Fiaschi fondent une première académie à Rome qui enseigne aux jeunes nobles reservant la première place à l'équitation. L'académie la plus fameuse demeure celle de Gianbatista Pignatelli à Naples où l'on vient de toute l'Europe pour pratiquer l'équitation mais aussi, pour la première fois, en étudier les modalités théoriques. Les académies disparaissent d'Italie en 1690,.
Ces académies s'écartent en tous domaines de l'enseignement du Moyen Âge parfois irrationnel, comme une révélation ou une tradition. Les premières académies équestres de Naples et de Florence adoptent une méthode expérimentale pour chercher et établir des principes généraux par induction logique sur l'observation de faits particuliers. Elles substituent le rationalisme au mysticisme. Conçues pour transmettre des idées nouvelles, elles deviennent l'une des expressions des monarchies classiques et influencent particulièrement la France où cet art nouveau ne cesse de se perfectionner jusqu'au XVIIIe siècle, son apogée étant atteint aux Grandes Ecuries de Versailles.

### Académies d'équitation de Naples
De nombreux élèves viennent à Naples de toute l'Europe pour apprendre le nouvel art équestre. Grands amateurs de cérémonies, les Espagnols contribuent fortement à cet essor. On ne monte plus à cheval seulement pour se préparer à la guerre, mais aussi pour s'amuser et pour défiler dans les rues sur de beaux chevaux dispendieux. Ainsi, écoles et académies d'équitation se multiplient. Selon Nicola Santapaulina, auteur du début du XVIIe siècle, pendant la seconde moitié du XVIe siècle on trouve à Naples plus de quarante maîtres d'équitation . 
L'enseignement y dure plusieurs années car le dressage du cheval est très long. Cheval et cavalier progressent ensemble sous le regard du maître. Le maître d'équitation y apprend à ses élèves à dresser les chevaux, mais aussi à les maintenir en bonne santé et à les soigner en cas de maladie. L'expérience quotidienne et des remèdes anciens, transmis de génération en génération, constituent la base des soins. La maréchalerie est un élément important de la formation. 

## Académies d'équitation françaises

### Historique
Les premières académies d'équitations apparaissent en France à la fin du XVIe siècle à proximité de la cour et à Paris, sous la protection du roi. La plus fameuse est celle que Pluvinel installe au no 177 rue Saint-Honoré en un bâtiment à l'enseigne de la Corne de cerf et qui fonctionne de 1594 à 1620. Il fait des émules dont Pierre de Hannique  qui ouvre une académie dans un lotissement destiné au Palais-Cardinal de Richelieu, le sieur Benjamin qui s'établit à proximité de la rue des Bons-Enfants, Pierre Laboureur et Samson d'Aubatède, archers des gardes écossaises qui s'installent à proximité de la place Royale et dont l'académie porte l'enseigne du Roi Henri IV. Progressivement, les académies vont franchir la Seine pour s'établir rive gauche, autour de l'église Saint-Sulpice et à l'entrée du faubourg Saint-Germain, à proximité de l'Université . 
Aux XVIIe et XVIIIe siècles, les provinces fondent leurs propres académies qui sont rattachées à l'administration royale et placées sous l'autorité du grand écuyer de France. Elles poursuivent l'œuvre des humanistes italiens, mues par un fort goût français pour la théorie.
Les académies se développent sous Louis XIV avec la fondation des haras par Colbert et quand la province  imite la grande écurie du roi. 
Il y a jusqu'à dix académies royales à Paris et dix-sept d'une certaine importance en province. Des cavaliers de renom y sont formés, mais elles subissent la concurrence de l'école militaire crée par Louis XV où l'enseignement est gratuit et s'adresse aux gentislhommes pauvres. 

### Organisation
Contrairement à l'Italie, l'enseignement est principalement consacré à l'équitation. Un « écuyer académiste  » les dirige. Un titre d'écuyer du roi lui est conféré par des lettres de provision. Si certains « écuyers académistes » sont des personnalités équestres reconnues, comme Mermont, Antoine de Vendeuil, La Guérinière, Villemotte ou Vitrac, des familles demeurent néanmoins à la tête de leur académie pendant plusieurs générations. Ces écuyers perçoivent un maigre subside municipal et doivent assurer sur leur fortune personnelle toutes les charges de fondation et d'entretien. La charge d'écuyer est un titre de noblesse et personne ne peut en prendre le titre s'il n'est issu d'un père ou d'un aïeul anobli dans la profession des armées. De plus, seuls les gentilshommes peuvent être reçus dans les académies d'équitation ce qui en limite la clientèle et les revenus. Elles peuvent accueillir des élèves internes et externes; les jeunes filles sont admises à des leçons particulières. Les officiers viennent aux cours avec leurs chevaux et leurs domestiques. Les élèves étrangers sont acceptés. L'un des plus célèbres est Wellington qui fréquente l'académie d'Angers.
Les professeurs d'équitation proviennent d'abord de la Grande Écurie, puis sont formés dans les académies.
L'équitation qui y est enseignée est une « équitation de cour et de paraître », qui favorise le développement des airs relevés. L'équitation y est aussi étudiée en théorie. On y enseigne aussi l'escrime sous la direction de « maîtres en fait d'armes ». Pluvinel adjoignit la danse à son enseignement, une discipline qu'il juge la plus civile.

### Académies d'équitation à Paris
En 1640, un sieur Longpré enseigne rue des Égouts-Saint-Germain-des-Prés. L'académie de Némond est située 26 rue des Cannettes, celles d'Arnofiny à l'angle des rues Monsieur-le-Prince et de Condé, de Forestier, rue de l'Université, de Del Campo à l'angle des rues du Four et du Vieux-Colombier.
Par un édit signé le 31 octobre 1669, le chevalier Pichard reçoit le premier de Louis XIV  « pouvoir et faculté de fonder des académies  ». La première académie est créée rue de Tournon. La Vallée, écuyer ordinaire du prince de Lorraine, est chargé des cours d'équitation. C'est un succès et en 1685, dix académies se sont établies dans la capitale. Le nombre d'élèves étant insuffisant pour assurer la pérennité de toutes, en 1690, le grand écuyer en ordonne la fusion en deux établissements, un situé rue Saint-Benoit dirigé par Bernardy, et un rue des Canettes placé sous la responsabilité des sieurs de Vendeuil et de Rochefort. En 1697, une troisième académie dirigée par Romance de Mesmont est autorisée et ouvre rue de Tournon. Elle ferme en 1715. Une quatrième est créée rue de l'Université, placée sous l'autorité de Bugard de Longpré. En 1715, François Robichon de la Guérinière ouvre son académie à proximité du Luxembourg. À la suite de la crise financière de 1723, les académies périclitent. Celle de la rue de l'Université perdure jusqu'en 1758 et celle de la rue des Canettes jusqu'en 1767.
La Guérinière, dont l'académie périclite matériellement, emménage en 1730 au manège des Tuileries abandonné depuis l'installation des grandes écuries à Versailles. Le prince de Lorraine le fait nommer « écuyer ordinaire de la grande écurie du roi ». La Guérinière y professe jusqu'à sa mort en 1751 devant des élèves venant de tout le royaume et de l'Europe entière. Le manège des Tuileries est fermé en 1789.

### Académies d'équitation de province
Il existe des proto-académies en Normandie, à Rouen (dès 1369) ou à Caen (mentionnée en 1536). 
Les plus importantes sont celles de Toulouse, Marseille, Lyon et d'Angers. La plus ancienne serait celle de Toulouse établie par lettres patentes signées par Henri IV en 1598. Celle d'Angers fut dirigée pendant cent dix ans par la famille de Pignerolle. 
Bien que soutenues par les municipalités et l'administration royale, les académies d'équitation de province ont toutes des problèmes financiers constants. Elles font aussi l'objet de fortes rivalités. Toutes ces difficultés sont soumises au grand écuyer.
Les académies les plus prospères comptent au plus une quinzaine d'élèves et une vingtaine de chevaux.

## Académies d'équitation militaires
Les académies d'équitation strictement militaires sont créées à la fin du XVIIIe siècle. La première est l'Ecole de chevau-légers de Versailles. Viennent ensuite l'Ecole Militaire de Paris et l'Ecole de Cavalerie de Saumur. Les écuyers miliataires chargés de l'instruction des hommes de troupe et de leurs cadres puisent alors leur savoir aux sources de la haute équitation. Ces académies sont rétablies par la Restauration, contrairement aux Académies Royales d'Equitation.
Après De Auvergne, écuyer de l'Ecole Militaire en 1760 et le général l'Hotte, commandant de l'Ecole de Saumur en 1875, la pratique de l'équitation savante est proscrite des écoles de cavalerie militaire.